# Learjet 35
De Learjet 35 en Learjet 36 zijn privéjets van de Amerikaanse fabrikant Learjet uit de jaren 1970.
Het toestel doet naast de privéburgerluchtvaart ook dienst in verscheidene luchtmachten.

## Geschiedenis

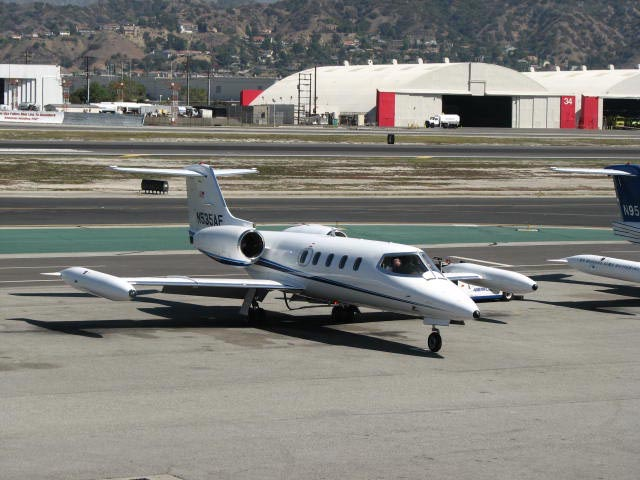
Learjet 35A (2007)

De Learjet 28 faalde commercieel omdat diens turbojets van General Electric verouderd waren. Toen Garrett — thans Honeywell — eind jaren 1960 een nieuwe turbofan introduceerde, monteerde Learjet er bij wijze van test één links op een Learjet 25 in 1971. Verdere ontwikkeling leidde tot een prototype voor de nieuwe 35 dat in augustus 1973 voor het eerst het luchtruim opzocht.
Naast nieuwe motoren was de Learjet 35 ook langer, hij had een vijfde zijruit en een groter vliegbereik. Het toestel bood plaats aan acht passagiers. De Learjet 36 was identiek maar offerde twee zitplaatsen op voor extra brandstof en had dus een groter bereik. Beide werden in juli 1974 gecertifieerd door de FAA.
In 1976 verschenen de verbeterde 35A en 36A met een groter startgewicht. In de jaren 1980 combineerde men de romp met de vleugels van de Learjet 55, wat de Learjet 31 opleverde. De toestellen werden gebouwd tot 1994.
De United States Air Force gebruikt het toestel als de C-21A Learjet.